# Seedorf (Berna)
Seedorf és un municipi del cantó de Berna (Suïssa), situat a l'antic districte d'Aarberg i a l'actual de Seeland.